# ジョーイ・スタイルズ

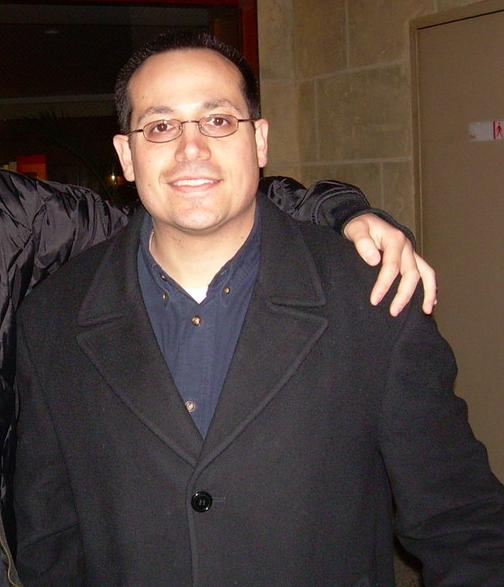
ジョーイ・スタイルズ

ジョーイ・スタイルズ（Joey Styles、本名：ジョセフ・ボンジグノール（Joseph Bonsignore）、1971年7月14日 - ）は、アメリカ合衆国のプロレス・アナウンサー、プロデューサー。

## 来歴
プロレス実況者としてのデビューは1993年。1997年から担当したECWの実況で一躍注目を集め、そのときに連呼した『OH, MY GOD!』のフレーズは、後にスタイルズの実況を代表するフレーズとなった。
2001年のECW崩壊後はWWEへは移籍せず、インディー団体のアナウンサーやHPの運営、また自らハードコア・ホームカミングなどの興行を行った。
2005年6月12日に行われたWWE ECW's One Night Standにてミック・フォーリーと共にPPVの実況を担当。この興行でWWEと関係を持ち、同年10月以降RAWアナウンサーのジム・ロスが病気治療のために番組を一時降板するにあたり、RAWの実況担当に抜擢された。
レッスルマニアでの実況を望んでいたとされるが、2006年のレッスルマニアのメイン実況はジム・ロスが担当し、スタイルズはエッジ対ミック・フォーリーの試合で途中から実況を行っただけであった。時間は僅かではあったが、レッスルマニアで実況を行えたことを喜んでいる、と後にインタビューで語っている。
2006年4月、WWEが復活させた新生ECWのメインアナウンサーとなる。それに先立ち、同年5月1日のRAWにおいて、WWEの根底であるスポーツエンターテインメントを否定するコメントを番組内で発してRAWの実況を降板。ただしこの行動はシュートではなくワークであり、ECWをWWEにおいてヒールとするアングル展開のための伏線であった。
2008年4月にECWの実況担当から退き、マイク・アダムル（Mike Adamle）が後任に就いた。以降はWWE.comのデジタル・コンテンツ・マネージャーを担当、現在もWWE.comの「Fan Nation」にて彼によるブログが掲載されている。もともとインターネットに詳しかったことから、WWE.com担当になってからはサイト内における様々なコンテンツの企画を打ち出している。
現場からは離れてはいるが、時折バックステージのインタビュアーとして登場。2008年12月のスラミー賞ではその年の最もインパクトのあった場面を表彰する賞として、彼のフレーズである『OH, MY GOD!』賞が設けられた（初代受賞者はCMパンク）。
デジタル･メディア･コンテンツ部門のトップであったが、2016年8月上旬、リリースされていた事が明らかになった。 PWInsiderも確認したと報じている。しかし現在では詳し理由は不明。
ジョーイ･スタイルズはWWEのフェイスブック上でQ&Aライブ(動画)を行っていて、そこではかなりオープンに答えていたそうで、ユニバーサル王座の名称が好きでは無いとか、実況/解説の３人になるのが嫌いとか、なぜビンスがロマン･レインズを気に入っているか等を話していた。彼が思った事をそのまま話してしまう事がリリースにつながったかは不明でが、Q&Aライブの動画はすでに削除されているらしい。